# Eubulides

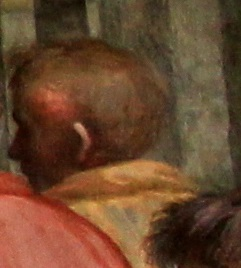
Detalle de La escuela de Atenas de Rafael Sanzio en el que aparece un personaje identificado frecuentemente como Eubulides.

Eubulides de Mileto (griego antiguo Εὑβουλίδης, fl. siglo IV a. C.) fue un filósofo griego de la Escuela megárica, discípulo y sobrino de Euclides de Megara.

## Biografía
Fue contemporáneo de Aristóteles, contra el que escribió con acritud. Enseñó Lógica a Demóstenes, y se dice que también enseñó a Apolonio Crono y al historiador Eufanto. Se le atribuye un libro sobre Diógenes de Sinope.

## Contribuciones
Se le atribuyen varias paradojas, entre ellas la célebre paradoja del mentiroso: Un hombre dice que miente; Si es verdadero, entonces él no miente; y si miente, entonces es falso que él mienta. Es bien sabido que esa paradoja condujo a Bertrand Russell a proponer su Teoría de los tipos. Otra célebre paradoja atribuida a Eubulides es la llamada paradoja sorites o argumento del montón (sorites significa en griego antiguo «montón»).
Estas paradojas fueron conocidas en la Antigüedad, a algunas aludió Aristóteles, e incluso parcialmente Platón. Aulo Gelio menciona cómo la discusión de tales paradojas (por él) como entretenimientos de sobremesa en las Saturnales, y Séneca las considera una pérdida de tiempo.
El valor que para Eubulides otros filósofos de Megara tenían estas paradojas no está claro, pero los megarenses estaban muy interesados en la lógica de las proposiciones, en contraste con la lógica de Aristóteles de los predicados.